# أدولف مولر (دراج على المضمار)
أدولف مولر (بالألمانية: Adolf Schön) (و. 1906 – 1987 م) هو دراج على المضمار، ودراج ألماني، ولد في فيسبادن، توفي في فرانكفورت، عن عمر يناهز 81 عاماً.

## روابط خارجية
- أدولف مولر على موقع أرشيف الدراجات (الإنجليزية)
- أدولف مولر على موقع إحصائيات الدراجات الإحترافية (الإنجليزية)